# ريتشارد ليتش
ريتشارد ليتش (بالإنجليزية: Richard Leach)‏ هو كاتب ترانيم وشاعر أمريكي، ولد في 1953.